# الا گرینزلید
الا گرینزلید (انگلیسی: Ella Greenslade؛ زادهٔ ۸ آوریل ۱۹۹۷) قایقران روئینگ زن اهل نیوزیلند است.
وی در مسابقات کشوری و بین‌المللی در مجموع برندهٔ ۱ مدال طلا شده‌است.